# Коммерциализация инновационного продукта
Коммерциализация инновационного продукта – процесс превращения инновационного продукта в рыночный товар с целью извлечения прибыли.
Иначе говоря, процесс совпадения форматов поведения покупателя и продавца инновационного продукта относительно возможности использования, стоимости, перехода прав собственности на инновационный продукт (или рыночное освоение инновационного продукта). 
Процесс коммерциализации инновационного продукта является ключевым этапом инновационной деятельности, в результате которого происходит возмещение затрат разработчика (или владельца) инновационного продукта и получение им прибыли от своей деятельности.